# بال‌های فردا
«بال‌های فردا» (به انگلیسی: Wings of Tomorrow) تک‌آهنگی از استراتوواریوس است که در سال ۱۹۹۵ میلادی منتشر شد.